# Ljudi invalidy
Ljudi invalidy (Ruski: Люди инвалиды) je drugi ruski album dueta t.A.T.u., objavljen je 21. listopada 2005. Njegova engleska verzija Dangerous and Moving objavljena je nekoliko dana prije.

## Kontroverze
Naziv albuma (Ljudi invalidi) je uzrokovao zbunjenost i kontroverze. t.A.T.u. je više puta izjavio da se naziv ne odnosi na tjelesno hendikepirane ljude (invalide), nego na moralno hendikepirane (citat:"...we are not talking about a physical disability, but only about the moral disabilities - they all have crippled souls.").

## Popis pjesama
1. "Ljudi invalidy (Intro)"                 – 0:49
2. "Novaja model (Новая модель)"           – 4:12
3. "Obezjanka nol (Обезьянка ноль)"        – 4:25
4. "Loves Me Not"                           – 3:14
5. "Kosmos (Космос)"                        – 4:12
6. "Ty soglasna (Ты согласна)"              – 3:10
7. "Ničja (Ничья)"                          – 3:02
8. "Vsja moja ljubov (Вся моя любовь)"      – 5:52
9. "All About Us"                           – 3:00
10. "Čto ne hvatajet (Что не хватает)"       – 4:25
11. "Ljudi invalidy (Люди инвалиды)"         – 4:35

## Album na glazbenim ljestvicama
| Država | Certifikacija |
| ------ | ------------- |
| Rusija | Platinasta    |

## Poveznice
- t.A.T.u.
- Dangerous and Moving